# علم الشبكات العصبي
علم الشبكات العصبي أو العلوم العصبية الشبكية (Network neuroscience) هو نهج لفهم بنية ووظيفة الدماغ البشري من خلال نهج علم الشبكات، ومن خلال نموذج نظرية الرسم البياني. الشبكة هي اتصال بين العديد من مناطق الدماغ التي تتفاعل مع بعضها البعض لإحداث وظيفة معينة. علم الأعصاب الشبكي هو مجال واسع يدرس الدماغ بطريقة تكاملية من خلال تسجيل الدماغ وتحليله ورسم خرائط له بطرق مختلفة. يدرس المجال الدماغ على مقاييس متعددة من التحليل لتفسير أنظمة الدماغ وسلوكه واختلال السلوك في الأمراض النفسية والعصبية في نهاية المطاف. يوفر علم الأعصاب الشبكي قاعدة نظرية مهمة لفهم الأنظمة العصبية الحيوية على مقاييس متعددة من التحليل.